# Euploea pumila
Euploea pumila är en fjärilsart som beskrevs av Butler 1866. Euploea pumila ingår i släktet Euploea och familjen praktfjärilar. Inga underarter finns listade i Catalogue of Life.